# Theraphosa blondi
Theraphosa blondi або птахоїд-голіаф належить до родини павуків-птахоїдів Theraphosidae. Зустрічається на півночі Південної Америки. Вважається найбільшим павуком у світі за масою (175 г) і довжиною тіла (до 13 см), а за довжиною ніг поступається лише Heteropoda maxima. Практика називати павуків-терафозидів «птахоїдними» походить від гравюри на міді, виконаної Марією Сибіллою Меріан на початку 18 століття, на якій зображений павук, який поїдає птаха колібрі. Попри свою назву, птахоїд-голіаф рідко полює на птахів.

## Історія вивчення
Вперше був описаний французьким ентомологом П'єром Андре Латреєм у 1804 році.

## Опис

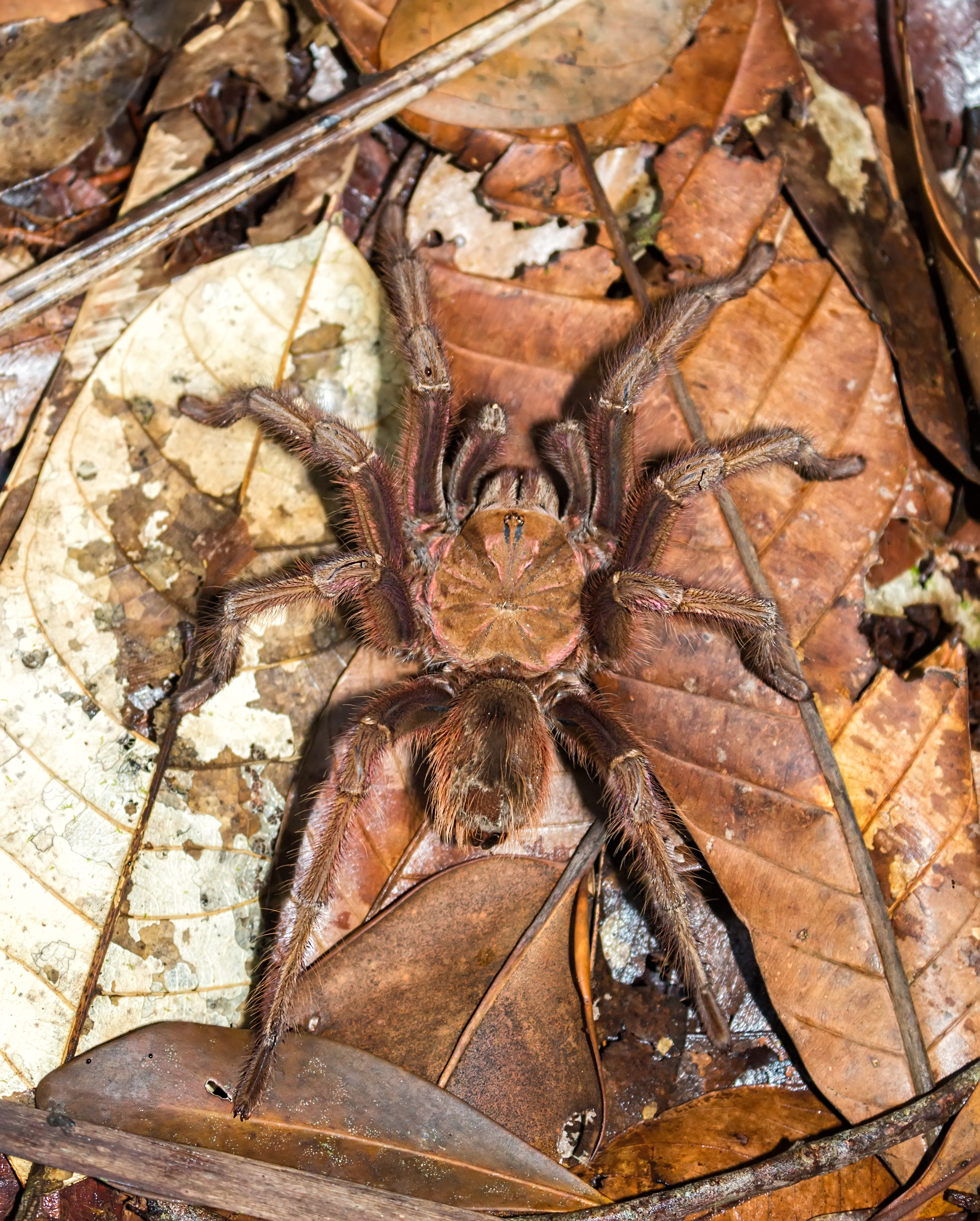
Theraphosa blondi

Довжина тіла до 13 см та вага до 175 г. З розправленими ногами розміри Theraphosa blondi сягають 30 сантиметрів. Розмір спинного щита однаковий як у довжину, так і завширшки. Здебільшого мають коричневе, світло-коричневе або золотисте забарвлення. Ноги вкриті масою червонувато-коричневих волосків. Павуки-птахоїди — одні з небагатьох видів тарантулів, у яких відсутні гомілкові шпори, розташовані на першій парі ніг більшості дорослих самців.

## Поведінка

### Самозахист

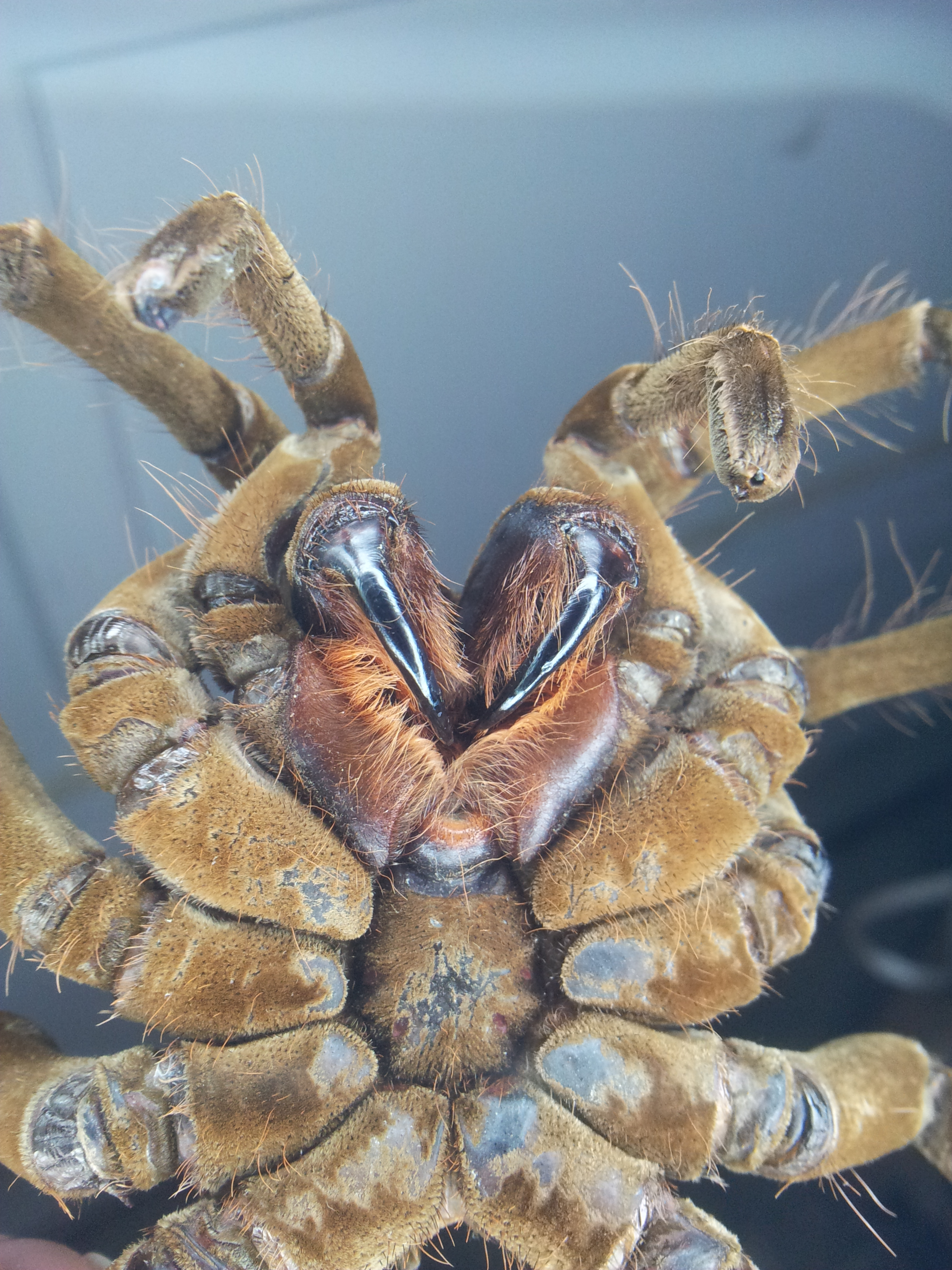
Доросла самка у неволі

У відповідь на небезпеку птахоїди створюють специфічний звук, потираючи щетинки на своїх ногах та педипальпах. Також, коли вони відчувають загрозу, вони труть свій живіт задніми ногами, у результаті чого вивільняють у повітря крихітні волоски, які є сильним подразником для шкіри та слизових оболонок. Подразнення від цих «пекучих щетинок» може бути шкідливим для людини.
Як і всі павуки-птахоїди, T. blondi мають достатньо великі ікла (2—4 см), здатні прокусити шкіру людини. Їхня отрута відносно нешкідлива, а її вплив можна порівняти з укусом оси. Птахоїди зазвичай кусають людей лише з метою самозахисту, і ці укуси не завжди призводять до отруєння (так звані «сухі укуси»).

### Дієта
Попри свою назву, птахоїд-голіаф дуже рідко полює на птахів. У дикій природі його раціон складається переважно з інших великих членистоногих, черв'яків та амфібій. Однак через свої розміри та опортуністичну хижацьку поведінку цей вид нерідко полює на різноманітних комах та дрібних наземних хребетних тварин. Вони не поїдають здобич просто неба, натомість вони затягують її до своєї нори та починають процес перетравлення. Для цього вони розріджують нутрощі здобичі та висмоктують її цілком. У природі T. blondi живиться гризунами, жабами, ропухами, ящірками та навіть зміями.

## Поширення
Птахоїд-голіаф мешкає у високогірних тропічних лісах на півночі Південної Америки: Суринам, Гаяна, Французька Гвіана, північна Бразилія, східна Колумбія та південна Венесуела. Особливо поширений у тропічних лісах Амазонії, павук наземний, живе в глибоких норах і зазвичай зустрічається в болотистій або заболоченій місцевості. Це нічний вид.